# Christoph Ernst Luthardt
Christoph Ernst Luthardt (22 mars 1823 - 21 septembre 1902), est un théologien luthérien allemand conservateur, commentateur biblique et apologiste chrétien.

## Biographie
Il est né à Maroldsweisach, Bavière. De 1841 à 1845, il étudie la théologie à Erlangen et à Berlin, et en 1854 devient professeur associé de théologie dogmatique et d'exégèse à l'Université de Marbourg. En 1856, il devient professeur ordinaire de théologie systématique et d'exégèse du Nouveau Testament à Leipzig. À cinq reprises, il est doyen de la faculté de théologie de Leipzig. En 1865, il est nommé conseiller du Consistoire d'État de l'Église luthérienne de Saxe, en 1871 chanoine de la cathédrale de Meissen et, en 1887, conseiller privé de l'Église. En 1868, il fonde l'Allgemeinen Evangelisch-Lutherischen Konferenz. Il est mort à Leipzig.
Théologien strictement orthodoxe et écrivain clair, Luthardt est largement apprécié en tant qu'auteur de conférences apologétiques. Celles-ci sont rassemblées sous le titre Apologie des Christentums (vol. I., 1864, 14e éd. 1896 ; vol. II. 7e éd., 1901 ; vol. III. 7e éd., 1898 ; vol. IV. 2e éd., 1880), ouvrage dont les trois premiers volumes sont traduits en anglais. En 1868, il fonde et édite l'Allgemeine Evangelisch-Lutherischen Kirchenzeitung avec son supplément, le Theologisches Litteraturblatt, et en 1880 devient rédacteur en chef du Zeitschrift für Kirchliche Wissenschaft und Kirchliches Leben.

## Ouvrages publiés
- Die Offenbarung des Johannes (1861).
- Das johanneische Evangelium nach seiner Eigenthümlichkeit geschildert und erklärt (1852–1853; 2e édition en 2 volumes, 1875–1876).
- Kompendium der Dogmatik (1865; 9e édition, 1893).
- Gnade et Wahrheit (1874).
- Examen Concilii Tridentini Une version condensée de l'œuvre en 4 volumes de Martin Chemntiz condensée en un seul volume de 287 pages, (1884)[4],[5].
- Lehre von den letzten Dingen : In Abhandlungen Und Schriftauslegungen Dargestellt (1861; 3e édition 1885).
- Geschichte der christlichen Ethik (2 volumes, 1888–1893).

Son autobiographie est publiée sous le titre Erinnerungen aus vergangenen Tagen (1889; 2e édition, 1891).